# Laguna de Piedra
Laguna de Piedra är en ort i Mexiko.   Den ligger i kommunen Arandas och delstaten Jalisco, i den centrala delen av landet, 300 km väster om huvudstaden Mexico City. Laguna de Piedra ligger 1 944 meter över havet och antalet invånare är 106.
Terrängen runt Laguna de Piedra är kuperad söderut, men norrut är den platt. Runt Laguna de Piedra är det ganska tätbefolkat, med 65 invånare per kvadratkilometer. Närmaste större samhälle är Santiaguito, 14,7 km sydväst om Laguna de Piedra. I omgivningarna runt Laguna de Piedra växer huvudsakligen savannskog.